# Chupinguaia
Chupinguaia é um município brasileiro do estado de Rondônia. Localiza-se a uma latitude 12º33'08" sul e a uma longitude 60º53'59" oeste, estando a uma altitude de 360 metros. Surgiu do desmembramento das terras de Vilhena e de Pimenta Bueno. Sua população estimada em 2010 era de 8.304 habitantes.
Possui uma área de 5.127 km².

## Geografia
Grande parte é formada por pastos e coberta por densa floresta equatorial, caracterizada pela mata de terra firme com árvores enormes, com mais de 30 metros de altura, sendo abundantes as madeiras aproveitadas, como: mogno, cerejeiras, itaúba, ipê, cedro, garapeira e outros.
O solo do município é classificado como foto-solo vermelho/amarelo, com areia distrofia, sendo que a área rural é de uso predominante pela agropecuária (pastos).
O município é composto em sua grande maioria por grandes fazendas, nas quais se destacam a criação de bovinos e agricultura (soja e milho), considerada a capital do boi gordo do Estado de Rondônia, por conter grande quantidade deste tipo de criação.
A cidade ainda é composta pelo Rio Pimenta, Rio Chupinguaia e adjacentes.

## História
O primeiro nome da cidade se dá ainda no década de 70 com o nome de Viradouro, por conter apenas duas ruas, logo com a emancipação realizada nos primórdios de 1995 se dá o nome de Chupinguaia. Alguns dizem que o nome se dá devido uma ave encontrada no região (chupin), contudo moradores antigos e indígenas locais contestam esta afirmação completando que o nome é na verdade derivado de língua indígena e que o significado é na verdade (rio de sangue), em alusão aos acontecimentos predominantes na época da exploração do lugar.
A formação da cidade se deu devido a madeira, abundante no período, principalmente no que se refere as madeiras de lei como: Cerejeiras, Mogno, Cabriúva, e outras tantas dificilmente encontradas, e protegidas por lei nos dias atuais. Havia ainda no período grande incidência de serrarias nas quais eram responsáveis pela extração e envio das madeiras para outras cidades do território nacional a saber: São Paulo e Rio de Janeiro, como também para exportação a países como: Portugal, Espanha e outros.
O município é composto na atualidade de vários distritos a saber: Guaporé, Boa Esperança, Novo Plano, Corgão e Nova Andradina. O município passa no momento por uma fase de crescimento, estando entre os 10 maiores arrecadadores do estado, isto entre os municípios fora da rodovia federal BR-364, devido à grande quantidade de bovinos, madeira e agricultura no local.

### Subdivisões
Distritos
- Boa Esperança
- Corgão
- Guaporé
- Novo Plano
- Nova Andradina

## Educação
Ensino básico, fundamental e médio
Dentre as escolas estaduais, municipais e particulares, destacam-se:
- Escola Estadual de Ensino Fundamental e Médio Chupinguaia — pública
- Escola Estadual de Ensino Fundamental e Médio Francisca Martendal — pública
- Escola Estadual de Ensino Fundamental e Médio Moacyr Caramello — pública
- Escola Municipal de Ensino Infantil e Fundamental Ana Paula Marques — pública
- Creche Municipal Jovelina Batista de Oliveira — pública
- Escola Municipal de Ensino Infantil e Fundamental Irmas Juliana e Alini dos Santos Marcos — pública
- Escola Municipal de Ensino Infantil e Fundamental Novo Plano — pública
- Escola Municipal de Ensino Fundamental Santo Antonio — pública
- Escola Municipal de Ensino Infantil e Fundamental Valter José Zanella — pública

## Saúde
- Hospital Municipal de Chupinguaia José Ivaldo de Souza (Zezão da Pará)

## Comunicação

### Rádio
- Rádio Cidade FM - 87,9 FM

## Diversão
- 1ª Feira Agropecuária do Município de Chupinguaia (Expoguaia)
- Clube do Laço